# Vitrex Industrie
Vitrex Industrie SA war ein französischer Hersteller von Automobilen.

## Unternehmensgeschichte

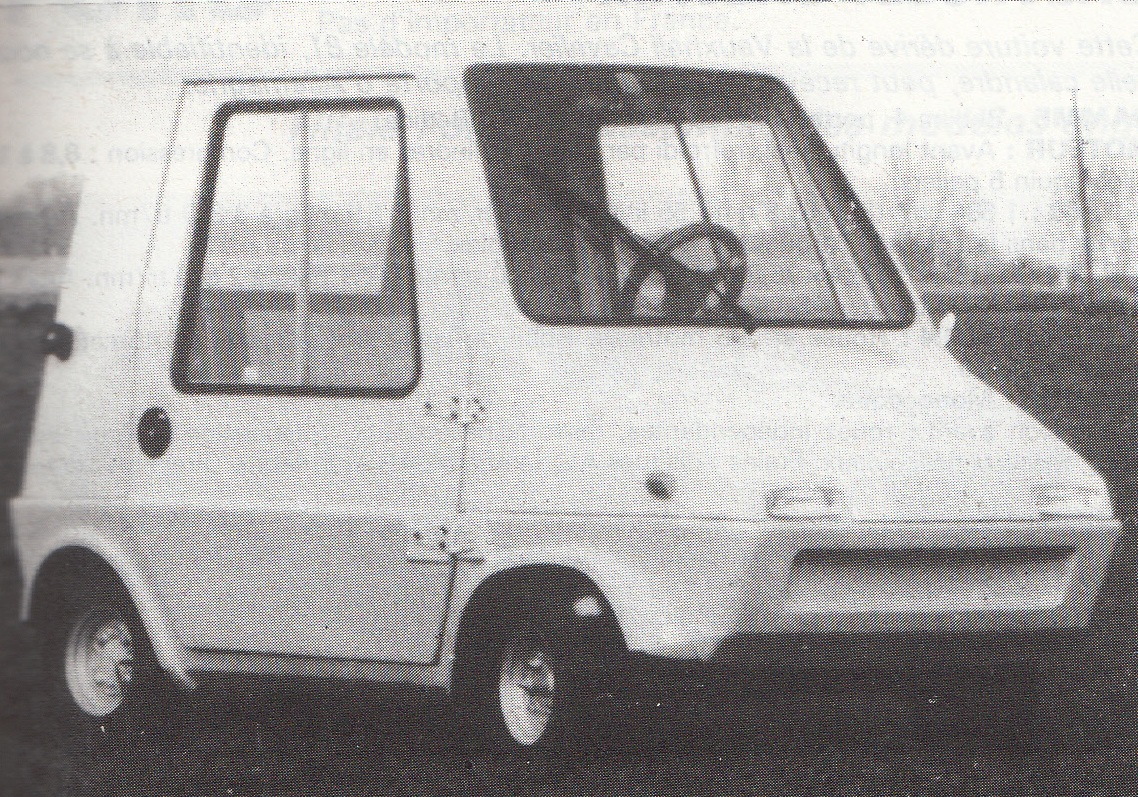
VITREX Garbo

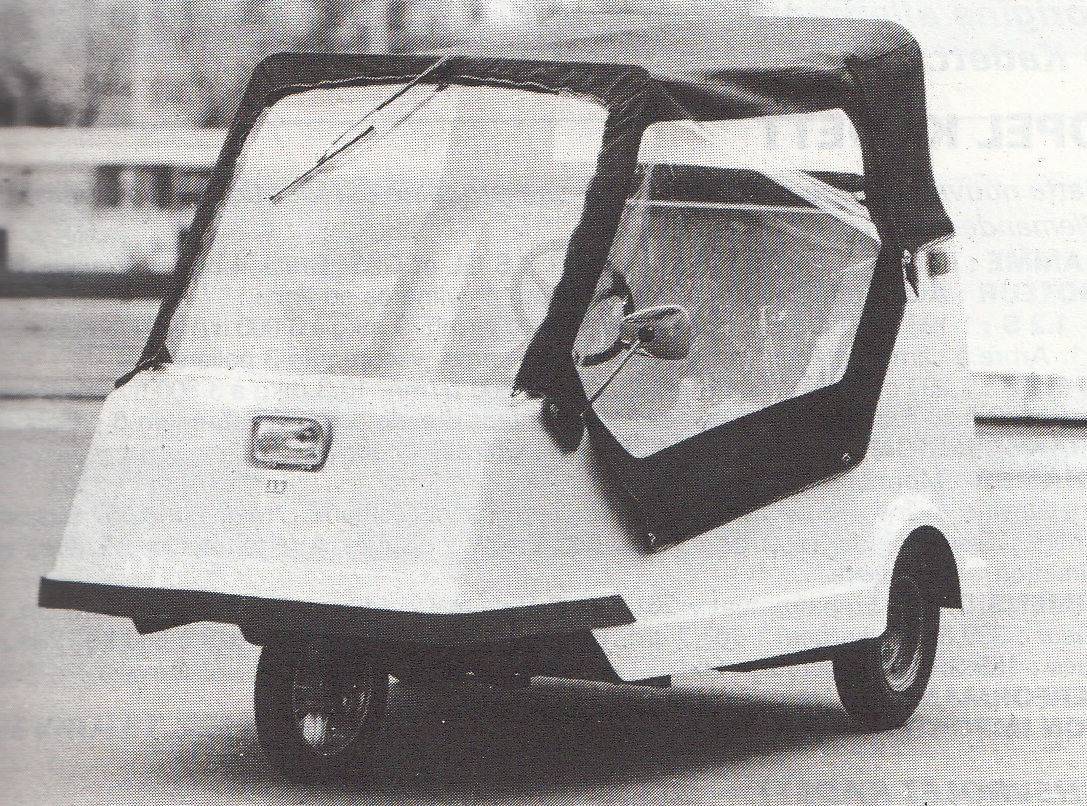
VITREX Riboud

Das Unternehmen aus Paris begann 1974 mit der Produktion von Automobilen. Der Markenname lautete Vitrex. Jacques Riboud war der Designer. 1978 wurde SECAM aus Chambly übernommen. 1980 endete die Produktion. Das Unternehmen war danach noch in der Automobilindustrie tätig. Es ist nicht bekannt, wann das Unternehmen aufgelöst wurde.

## Fahrzeuge
Das Unternehmen stellte Kleinstwagen her. Die Fertigung des Modells Riboud fand bei Marland SARL statt. Mit einem Neupreis von 6430 Französische Franc war es 1979 das billigste Auto in Frankreich. Es gab dieses offene Fahrzeug sowohl mit drei als auch mit vier Rädern. Für den Antrieb sorgte ein Einbaumotor von Sachs mit 47 cm³ Hubraum und 2,4 PS Leistung. Das Fahrzeug war 195 cm lang und wog etwa 100 kg.
Ab 1978 gab es außerdem den Addax, der zuvor von SECAM kam. Es war ausschließlich als Dreirad erhältlich. Zur Wahl standen Motoren mit 47 cm³ und 50 cm³ Hubraum.
1980 wurde das Modell Garbo auf dem Pariser Automobilsalon präsentiert. Die geschlossene Karosserie bot Platz für zwei Personen. Ein Motor von Peugeot mit 49 cm³ Hubraum trieb das Fahrzeug an. MDP Transmission überarbeitete das Modell und brachte es unter dem Markennamen Puma heraus.